# 维拉尔泽勒卡巴尔代斯
维拉尔泽勒卡巴尔代斯（法語：Villarzel-Cabardès）是法国奥德省的一个市镇，位于该省中北部，属于卡尔卡松区。该市镇的总面积为6.38平方公里，2009年时的人口为238人。

## 人口
维拉尔泽勒卡巴尔代斯人口变化图示
| 数据来源：INSEE |